# Onthophagus maleengnoi
Onthophagus maleengnoi là một loài bọ cánh cứng trong họ Bọ hung (Scarabaeidae).